# وضعیت مالی
در مالی ، وضعیت مالی (moneyness) موقعیت نسبی قیمت فعلی (یا قیمت آتی) یک دارایی پایه (به عنوان مثال سهام) با توجه به قیمت توافق ([./https://en.wikipedia.org/wiki/Strike_price strike price]) یا قیمت اعمال یک مشتقه مالی است، بیشتر برای قرارداد اختیار خرید یا قرارداد اختیار فروش می‌شود. وضعیت مالی در درجه اول یک دسته‌بندی سه‌گانه است: اگر مشتقه دارای  ارزش ذاتی مثبت بوده و امروز قابل اعمال باشد؛ گفته می‌شود در سود (in the money) است و اگر در حال زمان اعمال با قیمت فعلی بی ارزش باشد ، خارج از سود یا در ضرر (out of the money) نامیده می‌شود و اگر قیمت فعلی و قیمت اعمال ([./https://en.wikipedia.org/wiki/Strike_price strike price]) برابر با هم باشند، گفته می‌شود که در نقطه سربه‌سر  (at the money) است. 
دو تعریف کمی متفاوت وجود دارد، یعنی برای مشخص کردن وضعیت پولی از قیمت نقدی (spot) استفاده می‌شود یا قیمت آتی (forward) ؟  به عبارت دیگر  آیا اصطلاح «در نقطه سربه‌سری نقدی» یا «در نقطه سربه‌سری آتی» و مانند آن قابل تعریف است؟!   